# Robert Rock
Robert Rock (* 6. April 1977 in Armitage, Staffordshire) ist ein englischer Profigolfer der PGA European Tour.

## Werdegang
Rock wurde 1998 Berufsgolfer und spielt seit 2003 auf der European Tour.
Seinen Durchbruch schaffte er in der Saison 2009 mit drei zweiten Plätzen, wobei er bei den Irish Open erst im Stechen gegen den damaligen irischen Amateur Shane Lowry unterlag. Am Ende jener Spielzeit war er unter den Top 30 der Geldrangliste zu finden. Den ersten Turniersieg errang Rock 2011 bei den Italian Open und 2012 gewann er die Abu Dhabi HSBC Golf Championship gegen ein sehr starkes Teilnehmerfeld mit den ersten vier der Weltrangliste und Tiger Woods.

## European-Tour-Siege
- 2011 BMW Italian Open
- 2012 Abu Dhabi HSBC Golf Championship

## Teilnahmen an Teambewerben
- Seve Trophy (für GB & Irland): 2009 (Sieger), 2011 (Sieger)

## Resultate bei Major Championships
| Tournament        | 2005 | 2006 | 2007 | 2008 | 2009 | 2010 | 2011 | 2012 | 2013 | 2014 | 2014 | 2015 | 2016 |
| ----------------- | ---- | ---- | ---- | ---- | ---- | ---- | ---- | ---- | ---- | ---- | ---- | ---- | ---- |
| Masters           | DNP  | DNP  | DNP  | DNP  | DNP  | DNP  | DNP  | DNP  | DNP  | DNP  | DNP  | DNP  | DNP  |
| US Open           | DNP  | DNP  | DNP  | DNP  | DNP  | DNP  | T23  | CUT  | DNP  | DNP  | DNP  | DNP  | DNP  |
| Open Championship | T67  | T16  | DNP  | DNP  | CUT  | T7   | T38  | CUT  | DNP  | DNP  | DNP  | DNP  | CUT  |
| PGA Championship  | DNP  | DNP  | DNP  | DNP  | DNP  | DNP  | DNP  | CUT  | DNP  | DNP  | DNP  | DNP  |      |

DNP = nicht teilgenommen

CUT = Cut nicht geschafft

„T“ geteilte Platzierung

Grüner Hintergrund für Siege

Gelber Hintergrund für Top 10